# Biserica de lemn din Turburea
Despre biserica din Turburea de Sus, cu hramul „Sfântul Nicolae”, ce stă și astăzi pe picioare, pe deal, între „Valea Barbu” și „Valea Turburii”, pe drumul care urcă de „La Streje”, s-a crezut mult timp că a fost construită în anul 1846, din lemn de gorun, de către meșterul Ghizdăvin, originar din Ghizdăvinești-Dolj, devenit de atunci fiu al satului 2). Anul „1846” a fost încrustat pe una dintre bârnele construcției.
           Se pare însă că biserica exista încă înainte de anul 1800, în favoarea acestei ipoteze pledând informația că a fost construită de meșterul Ghizdăvin, care de atunci a devenit fiu al satului, coroborată cu datele ce ni le oferă  „Catagrafia județului Dolj la 1828”:  între capii de familie din comună sunt menționați Barbu sin Radu Ghizdăvin (scutit) și Anghel sin Radu Ghizdăvin, adică doi fii ai lui Radu Ghizdăvin, acesta putând fi constructorul dinainte de 1800, nu din 1846, din moment ce la 1828 avea doi băieți deveniți, la rândul lor, capi de familie, în timp ce el nu e menționat, fiind probabil decedat.
Apare astfel ca plauzibilă ipoteza că 1846 nu este anul construirii, ci al mutării bisericii pe actualul amplasament, în concordanță cu prevederile Regulamentului Organic din 1831, privind alinierea satelor. Ipoteza este susținută și cu o legendă transmisă oral, pe care nenea Costache Roșoga i-a spus-o înainte de moarte lui Teodor Roșoga (născut în 1922, în viață în 2014): inițial biserica era mult spre est față de actualul amplasament, dincolo de „Aușu”, sub „Piscul Călugăriței”, nume datorat unei maici care îngrijea vechea biserică și trăia din mila locuitorilor. Povestitorul spunea că în copilăria sa, cei ce mergeau cu vitele la păscut pe „Valea Turburii”, găseau oase din fostul cimitir, scoase la suprafață datorită erodării în timp a terenului.
           Biserica de la 1846 era așezată în mijlocul cimitirului, dar acesta s-a mutat în timp ceva mai spre sud, pe teren plan, donat de proprietarul Emanoil Lascăr, către el ducând alt drum de acces, desprins din cel ce urcă la biserică.
Ctitorită de către locuitorii satului, construcția este de tip navă, cu dimensiunile 13 m lungime, 7 m lățime și 5 m înălțime, altar pentagonal și învelitoare din șiță. Pridvorul are stâlpi frumos sculptați, pereții sunt făcuți din  trunchiuri  groase
2) Sevastița Dumitrașcu și Ion Năsturică, Op.citată.
interarticulate solid la colțuri, iar pe jos este pardosită cu scânduri. Se pare că pereții n-au fost niciodată acoperiți cu tencuială, deși în exterior există cercuială. Icoanele de pe catapeteasma din lemn au pictura ștearsă, spre deosebire de cele 11 icoane care s-au aflat în biserică și pe care pictura, executată în anul construcției de pictorul Gheorghe Zugravul și Tănasie zugrav ot Ursoaia s-a păstrat mult mai bine. Aceste icoane au fost preluate la 19 octombrie 1980 de comisia județeană a patrimoniului cultural și reprezintă: „Cuvioasa Paraschiva” (se vede înscris anul 1846), „Sfinții Arhangheli” (Gh.Zugravu, 1846), „Iisus-Hristos”, „Maica Domnului”, din nou „Iisus-Hristos”, „Sfântul Nicolae și Sfântul Vasile”, „Sfântul Ioan Botezătorul” (1838!!), din nou „Maica Domnului”, din nou „Sfinții Arhangheli”, iarăși „Sfinții Arhangheli”, „Sfântul Nicolae și Sfânta Ecaterina” 3). Ca inventar, în altar se mai găsește Sfânta Masă făcută din lemn, pe ea fiind un chivot din tablă, ruginit. În fața bisericii este o turlă din lemn, care adăpostește un clopot. Biserica a suportat reparații la 1902, iar până la sfârșitul mileniului doi, i s-a reparat încă de două ori acoperișul din șiță, ultima dată în 1970.
După anul 2000, prin grija preotului Ion Costescu, la biserica monument istoric din Turburea de Sus s-au executat lucrări de consolidare a fundației (vezi foto), s-a reacoperit cu șiță și vor continua lucrările pentru a crea posibilitatea oficierii slujbelor de înmormântare pentru morții din Turburea de Sus, distanța până la biserica din centru fiind de circa 3 km.
„Valoarea bisericii de lemn din Turburea, istorică și artistică, amplificată de faptul că a rămas singură să evoce mulțimea semenelor dis-
3) Preot Titu Popescu, „Istoricul bisericii cu hramul Sf. Nicolae”, 2 pagini.

părute de pe valea de jos a Gilortului, impune grabnica ei conservare” 4). 
           Preoții, ce slujeau în acele vremuri, aveau învoială cu satul: fiecare enoriaș îi făcea o zi de lucru, iar toamna îi dădea două târne (coșuri) de porumb, plata făcându-se după caz și în bani. Mai târziu, preoții vor fi plătiți de la Bugetul Statului.
           După 1846, la Biserica „Sfântul Nicolae” din Turburea de Sus, astăzi monument istoric, au slujit, în ordine cronologică:
           -Popa Mihai (numele de familie nu e precizat), care a făcut parte din comisia încredințată cu verificarea cunoștințelor dobândite de elevii școlii Turburea în anul 1847.
-Ilie Roșoga, numit de oameni „popa Ilie ăl bătrân”, bunicul celui cu același nume de mai târziu. Acest preot, luând parte la mișcările din București la Revoluția de la 1848, a venit acasă bolnav de holeră, din cauza căreia a și murit. La intrarea în pronaos, pe stânga, era fixată în cuie o pictură pe pânză pe care a descris-o astfel Nicolae Iorga, după trecerea lui pe aici la finele secolului al XIX-lea: „Pe la 1840 cutare pictor de sate imita în propriul lui desemn vechile antemise și făcea pe o bucată mare de pânză, după diferitele picturi bisericești, portretul părintelui Roșoga, al preotesei și al copiilor” („Priveliști gorjene”)..
-A urmat popa Ștefan de la Toiaga (sat din comuna Stoina de astăzi). Venea peste dealuri, călare pe calul pe care-l lăsa la păscut pe „Valea Turburii”, în timp ce el făcea slujba. Răufăcătorii i-au furat la un moment dat calul, iar bătrânul preot a mai făcut o vreme drumul pe jos, blestemând: „Da-i-ar Dumnezeu picioare de lemn, cui mi-a luat mie picioarele”! 
          -Un altul, Preda Dragomirescu, semna un act de botez reconstituit la 1858. Era poreclit „popa Ciora” (de la cioară), pentru că a fost primul care a rupt obiceiul de a se îmbrăca în haine albe de dimie, ca și mirenii (preotul avea în plus barbă), făcându-și anteriu de culoare neagră. Se spune despre el că a fost un om foarte sever: dacă întâlnea vreun sătean cu boii înjugați în zi de sărbătoare, îl lua la biserică, îl punea de dejuga
4) Ioana Cristache-Panait, „Arhitectura de lemn din județul Gorj”, 2001,
   p.358-360.
boii și îl ținea tot timpul slujbei cu gâtul într-un jug anume instalat lângă peretele bisericii.
-Pe la 1866 era preot C.Pușcu.
-În 1876 a fost hirotonisit ca preot la Turburea, Alexandru Murărețu, născut în 1854 la Bărbătești, Gorj 5) și căsătorit cu Aglița, una dintre fetele lui Barbu Motorga, din Turburea. Venea din satul Bulbuceni, unde locuia, pe un anume drumeag, numit de oameni „poteca popii” 6). Deși satul Bulbuceni ținea de comuna Poiana de Sus, județul Dolj, este interesant de știut că nașterea copiilor săi în anii 1887-1888 este înregistrată în vechea comună Turburea 7), în condițiile în care el slujea în acei ani în Parohia Poiana de Sus. Urmașii săi dețineau la 1912 mai multe locuri de pădure în Turburea. 
-A venit apoi ca preot Mihai Constantinescu, de fel din Pegeni, dar preoțit la Căpreni (ambele localități din Valea Amaradiei). Când a donat o vacă pentru hrana soldaților ce luptau pentru independența țării (1877-1878), era preot la Turburea. Mai târziu va sluji la Andreești, după contopirea într-o singură parohie a celor două parohii distincte până atunci: Turburea de Sus și Turburea de Jos-Valea Calului, de către popa Ilie Roșoga cel tânăr. La Turburea de Sus s-au mai ținut o vreme slujbe, dar pe la 1930 biserica era practic închisă cultului 8), slujindu-se aici doar cu ocazia înmormântării unor localnici.
Datele sunt preluate din monografia ”Turburea-Gorj, vatră multiseculară de civilizație românească”, Ed.”Măiastra”, Târgu-Jiu, 2014, autor Nelu VASILE.